# Expedición del Falke
La expedición del Falke fue una operación militar que tuvo lugar en 1929 organizada por exiliados venezolanos en Europa y dirigida por el general Román Delgado Chalbaud, finalizando el 11 de agosto en Cumaná, que tenía como objetivo invadir Venezuela y provocar una rebelión contra el dictador Juan Vicente Gómez. La operación tuvo como resultado el fracaso de la expedición.

## Planificación

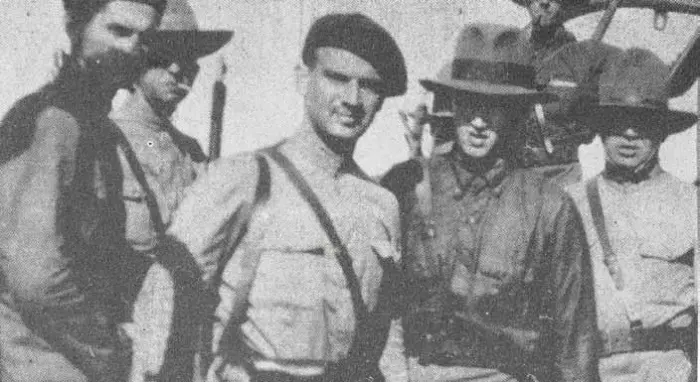
De izquierda a derecha, Rafael Vegas, Juan Colmenares, Armando Zuloaga Blanco, Carlos Delgado Chalbaud y Edmundo Urdaneta a bordo del Falke.

En marzo de 1929 políticos venezolanos exiliados en París fundaron la Junta Suprema de Liberación Nacional con la finalidad de derrocar el régimen del general Juan Vicente Gómez. Sus miembros fueron el posible presidente en el futuro Santos Aníbal Dominici, el vicepresidente en el futuro Alberto Smith, el secretario general José Rafael Pocaterra, el jefe del tesoro Pedro Lugo Delgado y el jefe del estado mayor, general Leopoldo Baptista. El comandante en jefe fue el general Román Delgado Chalbaud.
La junta tenía el propósito de invadir Venezuela con un buque armado y provocar una revolución contra Goméz. En Hamburgo, se establecieron contactos con Prenzlau & Kramarsky, que fueron capaces de acondicionar un buque de transporte y comprar armas en grandes cantidades en Polonia. El «Falke» fue escogido porque era relativamente rápido y manejable comparado con otros buques del mismo tamaño. En Venezuela, la tradición de expediciones corsarias y filibusteras se remonta a décadas pasadas.
La junta alquiló el Falke y en junio de 1929 Prenzlau & Kramarsky contrataron una tripulación. Aparte del capitán Ernst Ziplitt, de 55 años, nadie supo la causa del viaje; hubo rumores que el Falke sería usado para una expedición científica que sería filmada en película. El primer oficial era Heinrich Kölling, el segundo oficial Wilhelm Schneider y el tercer oficial Martin Esser. El primer ingeniero era Wilhelm Bothe, de 54 años.

## Viaje al Caribe
En Hamburgo se embarcaron varias cajas con ametralladoras. El 9 de julio de 1929, Román Delgado Chalbaud aborda el Falke y salió de Hamburgo con rumbo a Gdynia, el mayor puerto de Polonia, donde atracó el 12 de julio. Allí otras 1400 cajas con viejos fusiles alemanes del modelo 88 y dos millones de cartuchos de munición llegaron a bordo. Más tarde, Kramarsky explicará, que había pagado en total 35.000 $ al Ministerio de Guerra de Polonia en Varsovia. Originalmente el material bélico estaba destinado para Afganistán, pero al morir el presidente Aman Ullah el negocio fracasó.
En Gdynia, 21 pasajeros, venezolanos residentes en París, se embarcaron en el Falke. Entre ellos estaban el hijo de Delgado, Carlos Delgado Chalbaud, Atilano Carnevali Parilli, Rafael Vegas, Juan Colmenares, Armando Zuloaga Blanco, y el escritor Jose Rafael Pocaterra. Cuando se produjo un accidente en Gdynia el 17 de julio de 1929, unas cajas se rompieron y algunos miembros de la tripulación se dieron cuenta de que contenían armas. Una vez ventilado el asunto, el general Delgado dio 500 Reichsmark en concepto de premio a cada hombre de la tripulación, así como un pago doble. En estas condiciones todos los miembros de la tripulación a excepción del tercer maquinista Koch se declararon conformes, solamente Koch salió del Falke para denunciar el caso a los autoridades alemanas, pero sin consecuencias.
El 19 de julio de 1929 el Falke abandonó Gdynia con rumbo al Caribe. Dos semanas y media después, el 6 de agosto, el vapor echó las anclas frente a la isla de La Blanquilla. Allí el vapor tomó más pasajeros, a saber, algunos cientos de revolucionarios. Su nombre fue cambiado en General Anzoategui. Además, se izó la bandera nacional venezolana, lo que constituyó una violación de las leyes alemanas, pero el capitán Ziplitt, nombrado almirante de la armada venezolana por Román Delgado, acabó siendo una herramienta en las manos del general. El 10 de agosto de 1929 el General Anzoategui levó anclas con rumbo a Cumaná.

## Asalto y huida

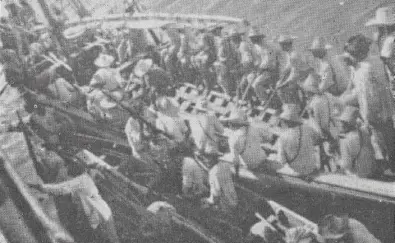
Guerrilleros del Falke desembarcan en la madrugada del 11 de agosto de 1929.

En la madrugada del 11 de agosto de 1929, el General Anzoátegui entró en el puerto de Cumaná. Los revolucionarios desembarcaron un comando formado en tres columnas al mando del general Delgado. Dos de los oficiales del barco, Wilhelm Schneider y Martin Esser, más otros cinco alemanes incluyendo el armero Franz Zucal, acompañaron la operación y ayudaron a Delgado como mercenarios.
Al llegar al puente Guzmán Blanco hubo un encuentro entre los rebeldes y las tropas leales del general Emilio Fernández, presidente del estado Sucre, en que ambos Chalbaud y Fernández cayeron abatidos por el fuego cruzado. El primer oficial Martin Esser, junto con otros revolucionarios, fueron arrestados por las autoridades gomecistas y otros escaparon durante varios meses. Algunos sobrevivientes de la batalla lograron llegar al barco, otros huyeron por el monte. Esser logró regresar a Alemania al final del año. Debido al peligro de ser bombardeado por la fuerza aérea venezolana, los miembros de la tripulación huyeron a bordo del General Anzoátegui, que fue renombrado enseguida en Falke a mediodía del 12 de agosto con rumbo a Granada. Pocaterra dio la orden de echar al mar el arsenal restante tras la amenaza de los reclutas de amotinarse y unirse a las filas gomecistas. Después de que Ziplitt comprara carbón en Granada, la tripulación lo obligó a navegar a Puerto España, donde entró el 14 de agosto de 1929.
Las autoridades inglesas interrogaron a la tripulación y confiscaron el Falke, porque el gobierno venezolano lo había tildado de pirata en comunicación oficial al gobernador británico de Trinidad. Los revolucionarios se retiran de la ciudad ante el acoso de las tropas del gobierno, y sostienen un último combate en el cerro Santa Ana, donde Pedro Elías Aristeguieta es herido fatalmente, muriendo dos días después. Además, por primera vez se usó la Aviación Militar de Venezuela en operaciones de este tipo. El 19 de noviembre de 1929 el gobierno gomecista liberó a los estudiantes detenidos a raíz del alzamiento militar de la La Gabaldonera, encabezada por el general José Rafael Gabaldón, y de la expedición del Falke, incluyendo a Luis Hernández Solís, Rómulo Betancourt, Jóvito Villalba y a Ernesto Silva Tellería.